# Pro Civitate Christiana
Pro Civitate Christiana è una associazione di volontari di ispirazione cattolica fondata da don Giovanni Rossi (1887 - 1975) nel 1939 e con sede in Assisi (PG).

## Nome
Il nome Pro Civitate Christiana è latino e significa: per una città cristiana; abitualmente negli ambienti cattolici viene più comunemente indicata con l'espressione "Cittadella cristiana" o "Cittadella di Assisi" o "Pro Civitate".

## Storia
Venne fondata da Giovanni Rossi, dopo la sua uscita dalla Compagnia di San Paolo che aveva contribuito a far nascere nel 1921.
Alla fine della guerra la "Cittadella" inizia la sua attività di diffusione della parola evangelica tramite missioni svolte dai volontari in diverse città italiane, unitamente ad attività di studi cristologici ed editoriali con la diffusione della rivista Rocca nata nel 1941, a cui seguiranno i Corsi di studi cristiani e i convegni su argomenti inerenti alla fede e il mondo cristiano.
A questi convegni di studio partecipano teologi, filosofi, intellettuali ed uomini con cariche pubbliche in qualche modo riconducibili al settore più aperto e dialogante del mondo cattolico tra cui Ernesto Balducci, Tonino Bello, Lucio Lombardo Radice, il giudice Antonino Caponnetto, Franco Fornari, il cardinale Michele Pellegrino, Giorgio La Pira, Rocco Chinnici, Sabino Acquaviva, Franco Garelli, Roger Garaudy, Piero Bargellini, Cesare Angelini, Giulio Girardi, Vittorino Andreoli, Raniero La Valle, Enzo Bianchi, Paolo Giuntella, Luigi Ciotti, Alberto Maggi, Giannino Piana, Giancarlo Bregantini.
Nei due decenni successivi la comunità cresce, anche grazie alle donazioni da parte di privati, tra cui si segnalano quelle generose dell'industriale lombardo Furio Cicogna, queste permettono l'ampliamento degli edifici con la costruzione di un auditorium, di un edificio dedicato alla biblioteca e di una raccolta di arte sacra moderna in cui pervengono, soprattutto grazie a donazioni di privati e degli stessi artisti, numerosi dipinti e sculture specialmente dedicati ad aspetti cristologici, tra cui numerosi dipinti ispirati alla figura del Gesù Divin lavoratore. Tra le altre vi si custodiscono opere di Giorgio De Chirico, Carlo Carrà, Floriano Bodini, Felice Carena, Aldo Carpi, Franco Gentilini, Emilio Greco, Fausto Pirandello, Ottone Rosai, Aligi Sassu, Domenico Cantatore. La Galleria d'arte Archiviato il 3 agosto 2020 in Internet Archive. contiene le 58 incisioni che costituiscono il "Miserere" di Georges Rouault.
Il 7 dicembre 1959 la Pro Civitate Christiana riceve da Giovanni XXIII, il riconoscimento di soggetto di diritto pontificio nell'ambito della Chiesa universale. Sempre nel 1959 è la conversione, grazie all'incontro con Don Giovanni Rossi, del grande pittore statunitense dell'action painting William Congdon. Dello stesso artista si possono ammirare molte opere presso la Galleria d'arte contemporanea Archiviato il 3 agosto 2020 in Internet Archive.
All'inizio degli anni sessanta ad un convegno organizzato per i cineasti, partecipa Pier Paolo Pasolini, che da questa sua esperienza assisana, completata dalla lettura notturna del Vangelo, trovato su un comodino nella sua camera entro la foresteria della cittadella, troverà l'ispirazione per il film Il Vangelo secondo Matteo che realizzerà con l'assistenza di alcuni Volontari (così vengono chiamati i membri) della stessa Pro Civitate Christiana.
Questo decennio vede l'accentuarsi dell'interesse della comunità verso il mondo operaio e verso il rinnovamento riformatore della Chiesa, provocando la rottura dei rapporti della comunità con Cicogna che toglierà il suo sostegno alla stessa.
Durante Il Sessantotto e gli anni a venire la Cittadella diventa un centro di riferimento per la sinistra cattolica dopo lo svolgersi dell'annuale convegno universitario, il XXIII, realizzatosi dal 27 al 30 dicembre 1968 (a meno di un mese di distanza dai fatti di Avola, avente come titolo: “la violenza dei cristiani", con la relazione di Franco Fornari a quel tempo docente presso la facoltà di sociologia di Trento a cui parteciparono 1700 giovani e durante il quale Francesco Guccini tenne il suo primo concerto.
Nel 1974 la rivista Rocca, tra i cui collaboratori era già presente Raniero La Valle rappresentò una delle poche voci del mondo cattolico italiano a prendere posizione esplicitamente contro il referendum per l'abrogazione del divorzio in Italia.
Oggi presso la Cittadella di Assisi si tengono una molteplicità di iniziative, tra cui convegni, seminari e due scuole: Musicoterapia e Arteterapia.
Pubblica inoltre libri e materiale fonografico, discografico ed audiovisivo in genere con l'etichetta Edizioni Fonografiche e musicali Pro Civitate Christiana (Pro Civitate Christiana).
In occasione del settantacinquesimo della sua fondazione, Pierluigi Vito, giornalista di TV2000 ha realizzato un interessante documentario dal titolo: Un avvenire di libertà con interviste a Enzo Bianchi, Matteo Zuppi, Raniero La Valle, Francesco Guccini, Massimo Toschi

## Attività editoriale
Pubblica la rivista quindicinale Rocca Archiviato il 15 luglio 2020 in Internet Archive.. Molto attiva è Cittadella Editrice, che iniziò le pubblicazioni ad Assisi fin dalla fine dagli anni sessanta e che pubblica principalmente opere di contenuto biblico, teologico e pastorale nonché di scienze umane. Tra gli autori pubblicati si ricordano Leonardo Boff, Gustavo Gutiérrez, Giulio Girardi, Ernesto Cardenal, Jean-Bertrand Aristide, Ettore Masina, Filippo Gentiloni, Carlo Maria Martini, Carlo Carretto, Ernesto Balducci, Bruno Bettelheim, Enzo Bianchi, Giuseppe Betori, Andrea Czortek.  A marzo 2018 Cittadella aveva complessivamente pubblicato più di 2700 titoli.